# Az emberi jogok védelmezőiről szóló ENSZ-nyilatkozat
Az emberi jogok védelmezőiről szóló ENSZ-nyilatkozat, amelyet az Egyesült Nemzetek Szervezete (ENSZ) közgyűlése 1998. december 9-én fogadott el, előírja, hogy az emberi jogok helyzetének javítására tett törvényes erőfeszítéseik jegyében "az államok kötelesek meghozni minden szükséges intézkedést annak biztosításáért, hogy az illetékes hatóságok minden erőszaktól, fenyegetéstől, megtorlástól, tényleges vagy elvi hátrányos megkülönböztetéstől, nyomásgyakorlástól és minden más önkényes cselekvéstől megvédjék" az emberi jogok védelmezőit. A nyilatkozat célja, hogy elismerje az emberjogi aktivisták, köztük jogászok, újságírók és szakszervezeti tisztségviselők munkáját.

## Története
A nyilatkozatot Az emberi jogok egyetemes nyilatkozata 50. évfordulójának kapcsán fogadták el, és közel két évtizedig tartó tárgyalássorozat kellett hozzá. A téma első ízben az ENSZ Emberjogi Bizottságának az 1980/23. számú határozatában jelent meg, amely felhívta a kormányokat, hogy „bátorítsák és támogassák az egyéneket és társadalmi szervezeteket jogaik és felelősségek gyakorlásában, hogy elősegítsék az emberi jogok érvényesülését.” 

## Tartalma
A bevezetés elismeri „az egyének, csoportok és egyesületek értékes munkáját, amellyel hozzájárulnak az emberi jogok elleni sérelmek tényleges megszüntetéséhez.” A második rész húsz cikkelyből áll, amelyek közül az első elismeri minden személynek azt a jogát, hogy „egyénileg vagy másokkal társulva elősegítse az emberi jogok és alapvető szabadságjogok védelmét nemzeti és nemzetközi szinten.” Az egyes államok elsődleges felelőssége, hogy megvédje, támogassa és működésbe hozza az emberi jogokat.